# Helcogramma billi
Helcogramma billi är en fiskart som beskrevs av Hansen, 1986. Helcogramma billi ingår i släktet Helcogramma och familjen Tripterygiidae. Inga underarter finns listade i Catalogue of Life.